# Наговицын, Александр Анатольевич
Александр Анатольевич Наговицын (24 декабря 1963 — 14 сентября 2008) — полковник ФСБ РФ, занимавший пост заместителя начальника Управления ФСБ России по Республике Коми до августа 2008 года; первый заместитель руководителя Управления ФСБ по Республике Ингушетия с августа по 14 сентября 2008 года.

## Биография
Александр Анатольевич Наговицын родился 24 декабря 1963 года в Сыктывкаре. Учился в 1970—1973 годах в школе № 15 г. Сыктывкара, в 1973—1980 годах — в средней школе № 1 г. Сыктывкара. Увлекался спортом и интересовался точными науками. Окончил Ленинградскую академию гражданской авиации в 1984 году по специальности «эксплуатация воздушного транспорта» и Сыктывкарский государственный университет в 1999 году по специальности «юриспруденция».
С 1989 по 2008 годы Наговицын работал в управлении КГБ СССР по Коми АССР (позже Управление ФСБ России по Республике Коми), возглавляя Интинский и Ухтинский отделы. В марте 2004 года назначен начальником оперативного управления УФСБ по Республике Коми, до августа 2008 года занимал пост заместителя начальника УФСБ по Республике Коми. С августа 2008 года — первый заместитель руководителя Управления ФСБ по Республике Ингушетия. Дослужился до звания полковника. По словам депутата госсовета Республики Коми Виталия Габуева, многие депутаты и сотрудники ФСБ безуспешно отговаривали Наговицына от командировки в Ингушетию.
В ночь с 14 на 15 сентября 2008 года Наговицын участвовал в операции в ингушском селении Верхние Ачалуки (Малгобекский район). Сотрудники управления ФСБ проводили обыск в доме №49 по Заречной улице, хозяином которого был некто Адам Булгучев. Органы предполагали, что в доме скрывался объявленный в розыск член незаконного вооружённого формирования Тангиев, приходившийся родственником Булгучеву. В ходе спецоперации было принято решение об уничтожении лиц, отказавшихся сдаваться. В какой-то момент из дома выскочил вооружённый человек, открывший огонь по силовикам: в результате обстрела погибли четверо силовиков, среди которых был и Наговицын; семеро были ранены. В ходе боя, длившегося около 16 часов, трое боевиков были убиты: ими оказались Адам Булгучев, его сын и скрывавшийся в доме Тангиев.
Посмертно Александр Наговицын был награждён Орденом Мужества с формулировкой «за мужество, отвагу и самоотверженность, проявленные при исполнении воинского долга». Также был награждён орденом «За заслуги перед Отечеством» II степени.
У Наговицына остались вдова, сын и дочь. Отпевание полковника прошло в Свято-Казанском храме в местечке Кочпон, сам он был похоронен на Новозатонском кладбище в Сыктывкаре.
12 сентября 2013 года на здании средней школы № 1 г. Сыктывкара была установлена мемориальная доска в память о Наговицыне.